# دن سیمونز

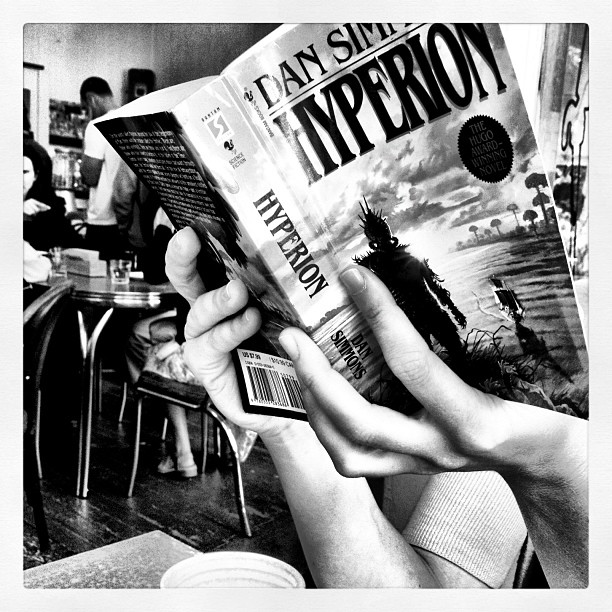
هایپریون اثری از دن سیمونز

 دن سیمونز (انگلیسی: Dan Simmons؛ زادهٔ ۴ آوریل ۱۹۴۸) یک نویسنده ژانرهای علمی‌تخیلی و وحشت اهل ایالات متحده آمریکا است. او به خاطر آثار سرودهای هایپریون و ایلیوم/المپوس مشهور است.
کتاب‌های او موفق به کسب جوایز بسیاری از جمله هوگو، لوکس و لوکس شده‌اند.

## آثار
- سرودهای هایپریون - شامل چهار کتاب است:
  - هایپریون (۱۹۸۹)
  - سقوط هایپریون (۱۹۹۰)
  - اندیمیون (۱۹۹۶)
  - برخاستن اندیمیون (۱۹۹۷)